# 1278
Il 1278 (MCCLXXVIII in numeri romani) è un anno  del XIII secolo.

## Eventi
- Nascita del Principato di Andorra
- 26 agosto - Battaglia di Marchfeld tra Rodolfo I di Asburgo e Ottocaro II di Boemia, con la vittoria di Rodolfo inizia il dominio asburgico sull' Austria

## Nati
- 11 marzo - Maria Plantageneta, nobildonna e religiosa inglese († 1332)
- 10 novembre - Filippo I d'Angiò, principe († 1332)
- Bianca di Francia, principessa francese († 1305)
- Rinaldo dei Bonacolsi, nobile italiano († 1328)
- Christina Bruce, nobile scozzese († 1357)
- Costantino III d'Armenia, sovrano
- Ferdinando d'Aragona, nobile († 1316)
- Federico Maggi, vescovo cattolico italiano († 1333)
- Thomas Randolph, I conte di Moray, nobile († 1332)
- Rita d'Armenia, imperatrice bizantina († 1333)
- Filippo I di Savoia-Acaia, nobile († 1334)
- Christopher Seton, nobile e cavaliere medievale scozzese († 1306)
- Roberto d'Angiò, re († 1343)
- Jean de Hocsem, storico fiammingo († 1348)

## Morti
- 17 marzo - Guglielmo IV, conte di Jülich, conte
- 27 aprile - Zita di Lucca, santa italiana (n. 1218)
- 1º maggio - Guglielmo II di Villehardouin, principe
- 30 giugno - Pierre de la Broce, francese (n. 1230)
- 1º agosto - Enrico Borwin III, principe
- 16 agosto - Napoleone della Torre, condottiero e sovrano italiano
- 26 agosto - Ottocaro II di Boemia, re boemo
- 13 novembre - Barnim I di Pomerania, nobile
- Al-Nawawi, giurista (n. 1234)
- Jean Britaud, nobile, condottiero e politico francese
- Peire Cardenal, trovatore francese (n. 1180)
- Boleslao II di Slesia, duca
- Giovanni da Varignana, anatomista e medico italiano

## Calendario
| Calendario 1278 | Calendario 1278 | Calendario 1278 | Calendario 1278 | Calendario 1278 | Calendario 1278 | Calendario 1278 | Calendario 1278 | Calendario 1278 | Calendario 1278 | Calendario 1278 | Calendario 1278 | Calendario 1278 | Calendario 1278 | Calendario 1278 | Calendario 1278 | Calendario 1278 | Calendario 1278 | Calendario 1278 | Calendario 1278 | Calendario 1278 | Calendario 1278 | Calendario 1278 | Calendario 1278 | Calendario 1278 | Calendario 1278 | Calendario 1278 | Calendario 1278 | Calendario 1278 | Calendario 1278 | Calendario 1278 | Calendario 1278 | Calendario 1278 |
| --------------- | --------------- | --------------- | --------------- | --------------- | --------------- | --------------- | --------------- | --------------- | --------------- | --------------- | --------------- | --------------- | --------------- | --------------- | --------------- | --------------- | --------------- | --------------- | --------------- | --------------- | --------------- | --------------- | --------------- | --------------- | --------------- | --------------- | --------------- | --------------- | --------------- | --------------- | --------------- | --------------- |
|                 | 1               | 2               | 3               | 4               | 5               | 6               | 7               | 8               | 9               | 10              | 11              | 12              | 13              | 14              | 15              | 16              | 17              | 18              | 19              | 20              | 21              | 22              | 23              | 24              | 25              | 26              | 27              | 28              | 29              | 30              | 31              |                 |
| Gennaio         | Sa              | Do              | Lu              | Ma              | Me              | Gi              | Ve              | Sa              | Do              | Lu              | Ma              | Me              | Gi              | Ve              | Sa              | Do              | Lu              | Ma              | Me              | Gi              | Ve              | Sa              | Do              | Lu              | Ma              | Me              | Gi              | Ve              | Sa              | Do              | Lu              |                 |
| Febbraio        | Ma              | Me              | Gi              | Ve              | Sa              | Do              | Lu              | Ma              | Me              | Gi              | Ve              | Sa              | Do              | Lu              | Ma              | Me              | Gi              | Ve              | Sa              | Do              | Lu              | Ma              | Me              | Gi              | Ve              | Sa              | Do              | Lu              |                 |                 |                 |                 |
| Marzo           | Ma              | Me              | Gi              | Ve              | Sa              | Do              | Lu              | Ma              | Me              | Gi              | Ve              | Sa              | Do              | Lu              | Ma              | Me              | Gi              | Ve              | Sa              | Do              | Lu              | Ma              | Me              | Gi              | Ve              | Sa              | Do              | Lu              | Ma              | Me              | Gi              |                 |
| Aprile          | Ve              | Sa              | Do              | Lu              | Ma              | Me              | Gi              | Ve              | Sa              | Do              | Lu              | Ma              | Me              | Gi              | Ve              | Sa              | Do              | Lu              | Ma              | Me              | Gi              | Ve              | Sa              | Do              | Lu              | Ma              | Me              | Gi              | Ve              | Sa              |                 |                 |
| Maggio          | Do              | Lu              | Ma              | Me              | Gi              | Ve              | Sa              | Do              | Lu              | Ma              | Me              | Gi              | Ve              | Sa              | Do              | Lu              | Ma              | Me              | Gi              | Ve              | Sa              | Do              | Lu              | Ma              | Me              | Gi              | Ve              | Sa              | Do              | Lu              | Ma              |                 |
| Giugno          | Me              | Gi              | Ve              | Sa              | Do              | Lu              | Ma              | Me              | Gi              | Ve              | Sa              | Do              | Lu              | Ma              | Me              | Gi              | Ve              | Sa              | Do              | Lu              | Ma              | Me              | Gi              | Ve              | Sa              | Do              | Lu              | Ma              | Me              | Gi              |                 |                 |
| Luglio          | Ve              | Sa              | Do              | Lu              | Ma              | Me              | Gi              | Ve              | Sa              | Do              | Lu              | Ma              | Me              | Gi              | Ve              | Sa              | Do              | Lu              | Ma              | Me              | Gi              | Ve              | Sa              | Do              | Lu              | Ma              | Me              | Gi              | Ve              | Sa              | Do              |                 |
| Agosto          | Lu              | Ma              | Me              | Gi              | Ve              | Sa              | Do              | Lu              | Ma              | Me              | Gi              | Ve              | Sa              | Do              | Lu              | Ma              | Me              | Gi              | Ve              | Sa              | Do              | Lu              | Ma              | Me              | Gi              | Ve              | Sa              | Do              | Lu              | Ma              | Me              |                 |
| Settembre       | Gi              | Ve              | Sa              | Do              | Lu              | Ma              | Me              | Gi              | Ve              | Sa              | Do              | Lu              | Ma              | Me              | Gi              | Ve              | Sa              | Do              | Lu              | Ma              | Me              | Gi              | Ve              | Sa              | Do              | Lu              | Ma              | Me              | Gi              | Ve              |                 |                 |
| Ottobre         | Sa              | Do              | Lu              | Ma              | Me              | Gi              | Ve              | Sa              | Do              | Lu              | Ma              | Me              | Gi              | Ve              | Sa              | Do              | Lu              | Ma              | Me              | Gi              | Ve              | Sa              | Do              | Lu              | Ma              | Me              | Gi              | Ve              | Sa              | Do              | Lu              |                 |
| Novembre        | Ma              | Me              | Gi              | Ve              | Sa              | Do              | Lu              | Ma              | Me              | Gi              | Ve              | Sa              | Do              | Lu              | Ma              | Me              | Gi              | Ve              | Sa              | Do              | Lu              | Ma              | Me              | Gi              | Ve              | Sa              | Do              | Lu              | Ma              | Me              |                 |                 |
| Dicembre        | Gi              | Ve              | Sa              | Do              | Lu              | Ma              | Me              | Gi              | Ve              | Sa              | Do              | Lu              | Ma              | Me              | Gi              | Ve              | Sa              | Do              | Lu              | Ma              | Me              | Gi              | Ve              | Sa              | Do              | Lu              | Ma              | Me              | Gi              | Ve              | Sa              |                 |